# 13777 Сьєлобуйо
13777 Сьєлобуйо (13777 Cielobuio) — астероїд головного поясу, відкритий 20 жовтня 1998 року.
Тіссеранів параметр щодо Юпітера — 3,266.